# Slaget vid Neva (1708)
Slaget vid Neva utspelades den 30 augusti 1708 (enligt den svenska kalendern; 29 augusti enligt den julianska och 9 september enligt den gregorianska) under stora nordiska kriget. 

## Bakgrund
Medan kung Karl XII inleder sitt fälttåg mot Ryssland från sitt vinterkvarter i Sachsen företog generalmajor Georg Lybecker med en svensk-finsk armé på 12 000 man ett fälttåg mot Ingermanland, för att där kunna inta Sankt Petersburgs stad och hamn som hade byggts upp på erövrad svensk mark. De ryska styrkorna stationerade i Ingermanland bestod av 24 500 man under befäl av Fjodor Apraksin. Lybeckers armé kom till floden Neva den 30 augusti och förberedde sig att korsa den. Apraksin hade befäst den motsatta stranden med cirka 8 000 man, och fick också understöd från delar av den ryska galärflottan.

## Slaget
Lybecker förvirrade först den ryska ledningen var flodkorsningen skulle ske och vid Teusina började hans styrkor på byggandet av pontonbroar. Samtidigt fick två ryska brigantiner syn på arbetet och började beskjuta svenskarna. Dessa svarade med sina egna kanoner och snart fick de ryska båtarna dra sig tillbaka. Efter några mindre skärmytslingar hade cirka 1 100 svenskar korsat floden och började bygga skansar. Ryssarna inledde då ett våldsamt motangrepp med upp till 8 000 man och försökte överflygla svenskarna. Svenskarna gjorde hårt motstånd och ryssarna blev efter en timmes strid, inklusive ett hastigt svenskt bajonettanfall, besegrade och förlorade cirka 900 döda och ett okänt antal sårade soldater. Svenskarna hade under denna strid förlorat 86 döda och 291 sårade soldater. 

## Följder
Striden hade ingen strategisk betydelse för Lybeckers armé, då han inte kunde marschera vidare till Sankt Petersburg grund av brist på tungt artilleri. Istället, efter ytterligare krigsföretag, fick Lybecker slut på proviant och var tvungen att dra sig tillbaka till öppet vatten för att få sin armé evakuerad till Finland. För att göra det var han tvungen att slakta och lämna kvar många av hans hästar, vilket kom att få för mycket dyra konsekvenser under senare delen av kriget.